# Eduardo Paz
Eduardo Paz (San Miguel de Tucumán, 27 de junio de 1907-Buenos Aires, 30 de junio de 1988) fue un abogado y político argentino. A lo largo de su carrera política fue diputado a la Legislatura de la provincia de Tucumán entre 1934 y 1939, diputado nacional por el Partido Demócrata Nacional entre 1938 y 1943, candidato a gobernador de Tucumán en 1946 y fue senador nacional por el Partido Conservador Popular, dentro del FREJULI, entre 1973 y 1976. 

## Biografía
Eduardo Alberto Paz nació en San Miguel de Tucumán el 27 de junio de 1907, en el seno de una familia de la alta sociedad tucumana. Era hijo de Eduardo Lino Paz y Brígida Alurralde. Su padre fue intendente de San Miguel de Tucumán y diputado nacional entre 1914 y 1918 y su abuelo paterno, Leocadio Paz, integró el núcleo fundador de la Unión Cívica Radical en la provincia. Por el lado materno, era bisnieto de Agustín Alurralde, gobernador de Tucumán a comienzos de 1853.
Realizó sus estudios primarios en Tucumán, los secundarios en Buenos Aires, comenzó su carrera de derecho en Santa Fe pero terminó graduándose de abogado en la Universidad de Buenos Aires. Paz comenzó su carrera política luego del golpe de Estado que destituyó a Hipólito Yrigoyen el 6 de septiembre de 1930 y formó parte del grupo que constituyó el Partido Demócrata Nacional en Tucumán hacia el año 1931. El PDN postuló a Paz en 1934 para ocupar una banca como diputado provincial. Fue elegido y se incorporó el 10 de abril de ese año, debutando en la Cámara con un larga exposición en apoyo del juicio político al gobernador Juan Luis Nougués. Su periodo se extendía hacia 1938 pero lo interrumpieron las turbulencias del enjuiciamiento a Nougués y la posterior intervención federal. Esta decretó la caducidad de la Legislatura, a comienzos de junio de 1934. En diciembre de 1934 tuvieron lugar las nuevas elecciones y Paz fue nuevamente electo diputado provincial para el periodo 1935-1939. Durante su tiempo como diputado provincial presentó muchos proyectos, entre ellos el de creación del Departamento Provincial de Protección a la Niñez Escolar. 
Un año antes de concluir su periodo como diputado provincial, fue electo como diputado nacional por la provincia de Tucumán en las elecciones legislativas de 1938. Paz fue reelecto como diputado nacional en 1942 con mandato hasta 1946. En 1943, luego que el Colegio Electoral de Tucumán no pudiera decidir un nuevo gobernador para la provincia luego de la finalización del mandato del radical concurrencista Miguel Critto, que la provincia fuera intervenida por el presidente Ramón S. Castillo luego de quedar acéfala, el interventor en la provincia Alberto Arancibia Rodríguez llamó el 1 de junio para nuevas elecciones que tendrían lugar el 1 de agosto de 1943. Paz, que además era presidente del PDN tucumano, fue nombrado como candidato a gobernador de la provincia por el Partido Demócrata Nacional, pero las elecciones no pudieron tener lugar debido al golpe de Estado del 4 de junio de 1943. Para las elecciones provinciales de 1946, Paz fue nombrado nuevamente candidato a gobernador por el PDN pero alcanzó a obtener solamente el 2,8% de los sufragios, siendo ganador el laborista-peronista Carlos Domínguez. 
Durante los años de la presidencia de Juan Domingo Perón, Paz fue un resuelto opositor a su gobierno, manteniendo contactos con el general Benjamín Menéndez y apoyando el fracasado intento de golpe de Estado de septiembre de 1951, inclusive siendo el encargado de llevar la proclama revolucionaria a Campo de Mayo. En ese tiempo, Paz fue candidato a diputado nacional en 1946, 1948 y 1951 pero no resultó electo en ninguna de las tres ocasiones. Además era uno de los principales dirigentes nacionales del Partido Demócrata y las reuniones de la Junta de Gobierno del PD se realizaban, casi clandestinamente, en la casa de Paz de la Capital Federal. 
En junio de 1953, dos meses después de los atentados en la Plaza de Mayo del 15 de abril, el dirigente demócrata Federico Pinedo envió una carta al ministro del Interior Ángel Borlenghi proponiendo una tregua política entre la oposición y el gobierno nacional. En septiembre de ese año, una delegación del Partido Demócrata, liderada por Paz, e integrada por Felipe Yofre, Elías Abad, Diego Ibáñez Bustos, Juan Morrogh Bernard y Oscar Correa Arce, se reunión con el presidente Perón, para solicitar la liberación de los presos políticos tanto del conservadurismo como de otros partidos políticos. Con motivo de las elecciones vicepresidenciales y legislativas de 1954, el Partido Demócrata sufrió una profunda división entre aquellos que eran concurrencistas (quienes querían participar de las elecciones) y los abstencionistas (quienes querían abstenerse de concurrir a elecciones. Paz integraba el primer grupo en compañía de otras figuras conservadoras como Pinedo, Vicente Solano Lima, Felipe Yofre, y otros. 
En 1955 el PD apoyó el golpe de Estado de 1955 que derrocó al gobierno constitucional por Juan Domingo Perón y formó parte del gobierno militar autodenominado Revolución Libertadora (1955-1958), integrando su Junta Consultiva Nacional con cuatro miembros: José Aguirre Cámara, Rodolfo Corominas Segura, Adolfo Mugica y Reinaldo Pastor.
Durante los años 1962 y 1963, Paz volvió a tener un gran papel en la política nacional debido a su gran amistad con Rodolfo Martínez, ministro del Interior del presidente José María Guido, lo que determinó que tuviera gran influencia en la formación del gabinete de gobierno en la intervención de la provincia de Tucumán. Durante estos tiempos, Paz apoyó la formación del llamado Frente Nacional y Popular, que reunía al peronismo, al frondizismo, a los conservadores populares, a los social cristianos y otros grupos políticos, que se reunían en torno de la fórmula Solano Lima-Carlos Sylvestre Begnis, aunque Paz intentó que la nominación para candidato a presidente cayera del lado del general Juan Carlos Onganía. Pero la fórmula presidencial fue proscrita por los militares días antes de las elecciones presidenciales de 1963. 
El 11 de noviembre de 1970, Paz fue uno de los firmantes del documento multipartidario conocido como La Hora del Pueblo y fue uno de los dirigentes que participaba de la misma. En 1972, el Partido Conservador Popular integró el Frente Justicialista de Liberación que propugnó las candidaturas de Héctor Cámpora para presidente y Solano Lima para vicepresidente en las elecciones presidenciales de 1973. Paz fue electo como senador nacional por la provincia de Tucumán, desempeñando su mandato entre 1973 hasta el golpe de Estado de 1976.
Paz falleció en Buenos Aires a los 81 años de edad, el 30 de junio de 1988. 